# Elezioni regionali in Sicilia del 1986
Le elezioni per il rinnovo dell'Assemblea Regionale Siciliana si sono svolte il 22 giugno 1986. L'affluenza è stata del 77,8%. La presenza di partiti identici in liste diverse è dovuto al fatto che esse sono presentate su base provinciale. La legislatura si concluse nel 1991.
Al termine di queste consultazioni venne confermato nell'incarico di presidente della Regione Rino Nicolosi, in carica già a partire dal 1º febbraio 1985, esponente della sinistra democristiana che proseguì la formula di centro-sinistra con il PSI, con una serie di governi per l'intera legislatura.

## Risultati
| Partito                            | Partito                                       | Risultati | Risultati | Risultati | Seggi | Seggi   |
| Partito                            | Partito                                       | Voti      | %         | ±         | Num   | ±       |
| ---------------------------------- | --------------------------------------------- | --------- | --------- | --------- | ----- | ------- |
|                                    | Democrazia Cristiana                          | 1 109 570 | 38,84     | 2,59      | 36    | 2       |
|                                    | Partito Comunista Italiano                    | 441 302   | 15,45     | 2,31      | 14    | 2       |
|                                    | Partito Socialista Italiano                   | 411 457   | 14,40     | 0,79      | 13    | Stabile |
|                                    | Movimento Sociale Italiano - Destra Nazionale | 262 279   | 9,18      | 0,66      | 8     | 2       |
|                                    | Partito Repubblicano Italiano                 | 145 408   | 5,09      | 0,70      | 5     | Stabile |
|                                    | Partito Socialista Democratico Italiano       | 122 495   | 4,29      | 1,30      | 4     | 2       |
|                                    | Lista Berlinguer (PCI)                        | 82 395    | 2,88      | 0,90      | 4     | 1       |
|                                    | Partito Liberale Italiano                     | 80 241    | 2,81      | 0,66      | 3     | Stabile |
|                                    | Democrazia Proletaria                         | 36 260    | 1,27      | 0,31      | 1     | 1       |
|                                    | Zona Ippari (PCI)                             | 29 932    | 1,05      | 0,15      | 1     | Stabile |
|                                    | Lista Socialista (PSI)                        | 18 203    | 0,64      | 0,09      | 1     | Stabile |
|                                    | Lista Verde                                   | 17 870    | 0,63      | n.d.      | –     | n.d.    |
|                                    | PLI-PSDI                                      | 11 975    | 0,42      | n.d.      | –     | n.d.    |
|                                    | PLI-PRI-PSDI                                  | 9 257     | 0,32      | n.d.      | –     | n.d.    |
|                                    | Altre liste                                   | 78 317    | 2,74      | n.d.      | –     | n.d.    |
|                                    |                                               |           |           |           |       |         |
| Iscritti                           | Iscritti                                      | 3 968 494 | 100,00    |           |       |         |
| ↳ Votanti (% su iscritti)          | ↳ Votanti (% su iscritti)                     | 3 089 338 | 77,85     | 1,62      |       |         |
| ↳ Voti validi (% su votanti)       | ↳ Voti validi (% su votanti)                  | 2 856 961 | 92,48     |           |       |         |
| ↳ Schede non valide (% su votanti) | ↳ Schede non valide (% su votanti)            | 232 377   | 7,52      |           |       |         |
| ↳ Astenuti (% su iscritti)         | ↳ Astenuti (% su iscritti)                    | 879 156   | 22,15     |           |       |         |

## Giunte
La seconda giunta Nicolosi si insediò il 1 agosto 1986, e diede le dimissioni il 18 giugno 1987.
| Assessore            | Partito | Partito                                 | Carica                                                                                        |
| -------------------- | ------- | --------------------------------------- | --------------------------------------------------------------------------------------------- |
| Rosario Nicolosi     |         | Democrazia Cristiana                    | Presidente                                                                                    |
| Aldino Sardo Infirri |         | Partito Socialista Italiano             | Vicepresidente Assessore alla Sanità                                                          |
| Angelo Capitummino   |         | Democrazia Cristiana                    | Assessore alla Presidenza                                                                     |
| Calogero Lo Giudice  |         | Democrazia Cristiana                    | Assessore all'Agricoltura e alle Foreste                                                      |
| Vincenzo Costa       |         | Partito Socialista Democratico Italiano | Assessore ai Beni culturali, ambientali e alla Pubblica istruzione                            |
| Nicola Ravidà        |         | Democrazia Cristiana                    | Assessore al Bilancio e alle Finanze                                                          |
| Antonino Parrino     |         | Partito Repubblicano Italiano           | Assessore alla Cooperazione, al Commercio, all'Artigianato e alla Pesca                       |
| Francesco Parisi     |         | Democrazia Cristiana                    | Assessore agli Enti locali                                                                    |
| Francesco Martino    |         | Partito Liberale Italiano               | Assessore all'Industria                                                                       |
| Salvatore Sciangula  |         | Democrazia Cristiana                    | Assessore ai Lavori pubblici                                                                  |
| Vincenzo Leanza      |         | Democrazia Cristiana                    | Assessore al Lavoro, alla Previdenza sociale, alla Formazione professionale e all'Emigrazione |
| Salvatore Placenti   |         | Partito Socialista Italiano             | Assessore al Territorio e all'Ambiente                                                        |
| Vincenzo Petralia    |         | Partito Socialista Italiano             | Assessore al Turismo, alle Comunicazioni e ai Trasporti                                       |

La terza giunta Nicolosi si insediò il 6 agosto 1987, e diede le dimissioni il 21 ottobre 1987.
| Assessore               | Partito | Partito              | Carica                                                                                        |
| ----------------------- | ------- | -------------------- | --------------------------------------------------------------------------------------------- |
| Rosario Nicolosi        |         | Democrazia Cristiana | Presidente                                                                                    |
| Angelo Capitummino      |         | Democrazia Cristiana | Assessore alla Presidenza                                                                     |
| Calogero Lo Giudice     |         | Democrazia Cristiana | Assessore all'Agricoltura e alle Foreste                                                      |
| Benedetto Brancati      |         | Democrazia Cristiana | Assessore ai Beni culturali, ambientali e alla Pubblica istruzione                            |
| Gaetano Trincanato      |         | Democrazia Cristiana | Assessore al Bilancio e alle Finanze                                                          |
| Francesco Canino        |         | Democrazia Cristiana | Assessore alla Cooperazione, al Commercio, all'Artigianato e alla Pesca                       |
| Nicola Ravidà           |         | Democrazia Cristiana | Assessore agli Enti locali                                                                    |
| Francesco Paolo Gorgone |         | Democrazia Cristiana | Assessore all'Industria                                                                       |
| Salvatore Sciangula     |         | Democrazia Cristiana | Assessore ai Lavori pubblici                                                                  |
| Vincenzo Leanza         |         | Democrazia Cristiana | Assessore al Lavoro, alla Previdenza sociale, alla Formazione professionale e all'Emigrazione |
| Bernardo Alaimo         |         | Democrazia Cristiana | Assessore alla Sanità                                                                         |
| Angelo La Russa         |         | Democrazia Cristiana | Assessore al Territorio e all'Ambiente                                                        |
| Giuseppe Merlino        |         | Democrazia Cristiana | Assessore al Turismo, alle Comunicazioni e ai Trasporti                                       |

La quarta giunta Nicolosi si insediò il 12 gennaio 1988, e diede le dimissioni il 27 settembre 1989.
| Assessore           | Partito | Partito                     | Carica                                                                                        |
| ------------------- | ------- | --------------------------- | --------------------------------------------------------------------------------------------- |
| Rosario Nicolosi    |         | Democrazia Cristiana        | Presidente                                                                                    |
| Salvatore Placenti  |         | Partito Socialista Italiano | Vicepresidente Assessore al Territorio e all'Ambiente                                         |
| Vincenzo Petralia   |         | Partito Socialista Italiano | Assessore alla Presidenza                                                                     |
| Angelo La Russa     |         | Democrazia Cristiana        | Assessore all'Agricoltura e alle Foreste                                                      |
| Raffaele Gentile    |         | Partito Socialista Italiano | Assessore ai Beni culturali, ambientali e alla Pubblica istruzione                            |
| Gaetano Trincanato  |         | Democrazia Cristiana        | Assessore al Bilancio e alle Finanze                                                          |
| Salvatore Lombardo  |         | Partito Socialista Italiano | Assessore alla Cooperazione, al Commercio, all'Artigianato e alla Pesca                       |
| Francesco Canino    |         | Democrazia Cristiana        | Assessore agli Enti locali                                                                    |
| Luigi Granata       |         | Partito Socialista Italiano | Assessore all'Industria                                                                       |
| Salvatore Sciangula |         | Democrazia Cristiana        | Assessore ai Lavori pubblici                                                                  |
| Vincenzo Leanza     |         | Democrazia Cristiana        | Assessore al Lavoro, alla Previdenza sociale, alla Formazione professionale e all'Emigrazione |
| Bernardo Alaimo     |         | Democrazia Cristiana        | Assessore alla Sanità                                                                         |
| Giuseppe Merlino    |         | Democrazia Cristiana        | Assessore al Turismo, alle Comunicazioni e ai Trasporti                                       |

La quinta giunta Nicolosi si insediò il 14 dicembre 1989, e rimase in funzione fino a fine legislatura.
| Assessore                   | Partito | Partito                     | Carica                                                                                        |
| --------------------------- | ------- | --------------------------- | --------------------------------------------------------------------------------------------- |
| Rosario Nicolosi            |         | Democrazia Cristiana        | Presidente                                                                                    |
| Salvatore Leanza            |         | Partito Socialista Italiano | Vicepresidente Assessore alla Cooperazione, al Commercio, all'Artigianato e alla Pesca        |
| Vincenzo Leone              |         | Partito Socialista Italiano | Assessore alla Presidenza                                                                     |
| Vincenzo Leanza             |         | Democrazia Cristiana        | Assessore all'Agricoltura e alle Foreste                                                      |
| Salvatore Lombardo          |         | Partito Socialista Italiano | Assessore ai Beni culturali, ambientali e alla Pubblica istruzione                            |
| Salvatore Sciangula         |         | Democrazia Cristiana        | Assessore al Bilancio e alle Finanze                                                          |
| Angelo La Russa             |         | Democrazia Cristiana        | Assessore agli Enti locali                                                                    |
| Luigi Granata               |         | Partito Socialista Italiano | Assessore all'Industria                                                                       |
| Paolo Piccione              |         | Partito Socialista Italiano | Assessore ai Lavori pubblici                                                                  |
| Francesco Girolamo Giuliana |         | Democrazia Cristiana        | Assessore al Lavoro, alla Previdenza sociale, alla Formazione professionale e all'Emigrazione |
| Bernardo Alaimo             |         | Democrazia Cristiana        | Assessore alla Sanità                                                                         |
| Francesco Paolo Gorgone     |         | Democrazia Cristiana        | Assessore al Territorio e all'Ambiente                                                        |
| Giuseppe Merlino            |         | Democrazia Cristiana        | Assessore al Turismo, alle Comunicazioni e ai Trasporti                                       |